# Jean Ier de Toulouse-Lautrec
Jean Ier de Toulouse-Lautrec (1569 - 1611) est vicomte de Lautrec, de l'année de sa naissance à sa mort. Il est aussi baron de Montfa, seigneur de Labruguière et de La Montarche.

## Biographie
Jean de Toulouse-Lautrec est le fils de Pons de Toulouse-Lautrec et de Rose d'Aure, et donc le petit-fils du vicomte Jean-François de Toulouse-Lautrec. Néanmoins, son père meurt l'année même de sa naissance, suivit bientôt par son grand-père. L'héritage est alors partagé entre lui et son oncle Pierre VII de Toulouse-Lautrec (1551 - ?). En plus de ce partage avec son oncle, la vicomté de Lautrec est largement divisée entre de nombreux seigneurs.
Jean de Toulouse-Lautrec, catholique, ne participe que peu aux guerres de Religion, qui pourtant agitent la région : Lautrec est ainsi prise à de maintes reprises par l'un ou l'autre des partis. Il est toutefois fait mention de lui quelques fois, sous le nom de vicomte de Montfa : en 1591, il promet ainsi d'ouvrir les portes de Lautrec au capitaine protestant Jacques de Lucques (gouverneur de Vielmur). Il le trahit finalement, en faisant venir les puissants chefs catholiques qu'étaient le duc de Joyeuse et le baron d'Ambres.
Jean de Toulouse-Lautrec épouse Renée de Nadal en 1595, mais meurt sans enfants, ce qui laisse son oncle héritier.
Membre de la famille de Toulouse-Lautrec, il est aussi l'ancêtre du peintre Henri de Toulouse-Lautrec.